# Presidente Franco
Presidente Franco es un municipio y ciudad portuaria fronteriza en Paraguay, localizada en el sector oriental del país, a orillas del río Paraná, en el departamento de Alto Paraná. Es conocida como la ciudad de las Tres Fronteras y de las Cataratas del Monday, ya que allí, junto con la ciudad, convergen los territorios de Puerto Iguazú, Argentina, y Foz de Iguazú, Brasil.
La ciudad de Presidente Franco está en el departamento de Alto Paraná, a orillas de los ríos Paraná y Monday, en la triple frontera con Brasil y Argentina  . Fue fundada el 13 de octubre de 1929 como un puerto dedicado principalmente a la explotación y transporte de madera y yerba mate. 

## Toponimia
El municipio fue nombrado en honor al Dr. Manuel Franco, presidente del Paraguay entre 1916-1919.

## Historia
La ciudad fue fundada en 1929, por Vicente Antonio Matiauda, a orillas de los ríos Paraná y Monday, se constituye en uno de los puertos más importantes de la región, especialmente para el transporte de maderas y yerba mate.
En 1974 se declara municipio de tercera categoría y en 1979, se la declara municipio de primera categoría. Tras varios años de desarrollo e incremento de la población, la ciudad se convirtió en la cabecera de otros puertos fluviales como lo son Puerto Indio, Hernandarias, Marangatú y Carlos Antonio López. Desempeñó un destacado papel comercial, debido a que cerca del puerto entraban productos comerciales importantes que venían del puerto fluvial de Encarnación.
Presidente Franco es a su vez una suerte de «madre de ciudades» en el departamento, ya que fue la primera en ser fundada oficialmente. Dentro de sus límites distritales se encuentran tres grandes atracciones que son el Monumento Científico Moisés Bertoni, de interés botánico, étnico e histórico, las Cataratas del Monday, maravilla natural junto con la estación del Tape Avirú, el hoy sitio de deportes de aventuras.
Fue la primera ciudad donde se asentaron las instituciones del Estado como la Antelco (actual Copaco), así también el primer colegio Liceo Pte. Stroessner que lanzó los primeros bachilleres. En la década del 40 se instaló el Hospital de Previsión Social, luego se afincaron otras instituciones como el Senepa y la Administración Paraguaya de Alcoholes (APAL), que en esa época exportaba bebidas alcohólicas al Brasil y a la Argentina.

## Geografía
Limita al norte con Ciudad del Este, al oeste con Los Cedrales, al sur con Argentina, y al este con el río Paraná, que lo separa de Foz de Iguazú, Brasil. Se localiza auténticamente en la zona conocida como la Triple Frontera, en donde la soberanía paraguaya contacta con la del Brasil —en Foz do Iguaçu—, y con la soberanía de la Argentina —en Puerto Iguazú—.
El río Monday atraviesa por todo el distrito de oeste a este y lo divide en dos partes: hacia el norte se concentra gran parte de la población total y urbana, mientras que al sur del río, el lugar es predominantemente rural y menos poblado, especialmente dedicado a la actividad de campo y el turismo.

### Clima
Según la clasificación climática de Köppen, el clima de Presidente Franco es subtropical húmedo (Cfa). La temperatura media anual es de 21 °C; la máxima llega a 38 °C y la mínima a 0 °C. La cantidad anual más alta del país en precipitación pluvial se da en la región de Alto Paraná, y particularmente, las lluvias en esta ciudad son ligeramente mayores que en Ciudad del Este. En invierno son permanentes el rocío y la neblina.
| Parámetros climáticos promedio de Presidente Franco, Paraguay | Parámetros climáticos promedio de Presidente Franco, Paraguay | Parámetros climáticos promedio de Presidente Franco, Paraguay | Parámetros climáticos promedio de Presidente Franco, Paraguay | Parámetros climáticos promedio de Presidente Franco, Paraguay | Parámetros climáticos promedio de Presidente Franco, Paraguay | Parámetros climáticos promedio de Presidente Franco, Paraguay | Parámetros climáticos promedio de Presidente Franco, Paraguay | Parámetros climáticos promedio de Presidente Franco, Paraguay | Parámetros climáticos promedio de Presidente Franco, Paraguay | Parámetros climáticos promedio de Presidente Franco, Paraguay | Parámetros climáticos promedio de Presidente Franco, Paraguay | Parámetros climáticos promedio de Presidente Franco, Paraguay | Parámetros climáticos promedio de Presidente Franco, Paraguay |
| Mes                                                           | Ene.                                                          | Feb.                                                          | Mar.                                                          | Abr.                                                          | May.                                                          | Jun.                                                          | Jul.                                                          | Ago.                                                          | Sep.                                                          | Oct.                                                          | Nov.                                                          | Dic.                                                          | Anual                                                         |
| ------------------------------------------------------------- | ------------------------------------------------------------- | ------------------------------------------------------------- | ------------------------------------------------------------- | ------------------------------------------------------------- | ------------------------------------------------------------- | ------------------------------------------------------------- | ------------------------------------------------------------- | ------------------------------------------------------------- | ------------------------------------------------------------- | ------------------------------------------------------------- | ------------------------------------------------------------- | ------------------------------------------------------------- | ------------------------------------------------------------- |
| Temp. máx. abs. (°C)                                          | 38.0                                                          | 38.8                                                          | 38.0                                                          | 35.0                                                          | 32.5                                                          | 31.2                                                          | 33.0                                                          | 33.4                                                          | 35.6                                                          | 37.0                                                          | 39.6                                                          | 39.8                                                          | 39.8                                                          |
| Temp. máx. media (°C)                                         | 32.2                                                          | 31.3                                                          | 29.4                                                          | 26.2                                                          | 23.4                                                          | 22.3                                                          | 23.2                                                          | 25.5                                                          | 27.1                                                          | 29.2                                                          | 31                                                            | 30.6                                                          | 27.6                                                          |
| Temp. media (°C)                                              | 26.0                                                          | 25.4                                                          | 23.8                                                          | 20.6                                                          | 17.8                                                          | 16.4                                                          | 16.5                                                          | 18.2                                                          | 19.9                                                          | 22.2                                                          | 23.9                                                          | 24.3                                                          | 21.5                                                          |
| Temp. mín. media (°C)                                         | 19.9                                                          | 19.6                                                          | 18.2                                                          | 15.0                                                          | 12.3                                                          | 10.6                                                          | 9.8                                                           | 11.0                                                          | 12.8                                                          | 15.2                                                          | 16.9                                                          | 18.1                                                          | 16.4                                                          |
| Temp. mín. abs. (°C)                                          | 10.5                                                          | 11.6                                                          | 7.5                                                           | 4.6                                                           | -0.2                                                          | -2.0                                                          | -3.0                                                          | -1.0                                                          | 0.8                                                           | 4.0                                                           | 6.4                                                           | 8.2                                                           | -3.0                                                          |
| Precipitación total (mm)                                      | 170.1                                                         | 135.2                                                         | 150.1                                                         | 143.7                                                         | 150.3                                                         | 135.9                                                         | 98.6                                                          | 104.0                                                         | 142.2                                                         | 180.0                                                         | 157.5                                                         | 154.9                                                         | 1718.5                                                        |
| Días de precipitaciones (≥ 0.1 mm)                            | 10                                                            | 9                                                             | 8                                                             | 7                                                             | 8                                                             | 8                                                             | 7                                                             | 8                                                             | 9                                                             | 10                                                            | 9                                                             | 9                                                             | 101                                                           |
| Humedad relativa (%)                                          | 75                                                            | 77                                                            | 77                                                            | 80                                                            | 83                                                            | 84                                                            | 79                                                            | 77                                                            | 75                                                            | 74                                                            | 72                                                            | 72                                                            | 77                                                            |
| Fuente: NOAA                                                  |                                                               |                                                               |                                                               |                                                               |                                                               |                                                               |                                                               |                                                               |                                                               |                                                               |                                                               |                                                               |                                                               |

## Economía
La actividad económica destaca con la variedad de árboles utilizados para la explotación de maderas, en la zona funcionan varios aserraderos. A diferencia de Ciudad del Este, la ciudad sí cuenta con áreas rurales, razón por la cual la producción de soja es muy importante para los pobladores. Presidente Franco ahora es una ciudad netamente comercial que vive de sus atractivos turísticos. En cuanto a la industria, en la ciudad existen fábricas de lácteos, aceite y procesamiento de palmito.

## Infraestructura
La ciudad cuenta con varios accesos viales, pero para llegar, se debe tomar la Ruta PY02 de Ciudad del Este. Luego, en la rotonda del kilómetro 4 se utiliza el tramo de la Ruta PY07 para llegar a Presidente Franco. Se encuentra en construcción el segundo puente de la región que conectará Presidente Franco con la ciudad vecina de Foz de Iguazú.
Se plantean considerables inversiones para la ciudad de modo que mejore la conectividad, los accesos viales, y por extensión, el enorme potencial turístico de la región triple fronteriza, tanto de Presidente Franco como de Puerto Iguazú, sumado a la vecina Foz de Iguazú. Por esa razón las autoridades franqueñas, la Secretaría Nacional de Turismo (SENATUR) y las autoridades de Puerto Iguazú planean concretar la consecución de un puente internacional que conecte a ambas ciudades por vía terrestre, y la construcción de un teleférico entre ambos hitos de la triple frontera.
Presidente Franco cuenta con el Polideportivo Municipal para realizar sus actividades deportivas. La ciudad es también sede del Estadio Felipe Giménez que hace de anfitrión del equipo de fútbol Club Cerro Porteño PF de la Tercera División.

## Demografía
Presidente Franco cuenta con 88.744 habitantes en total, según el censo paraguayo de 2022.
Ya que los límites de Ciudad del Este y Presidente Franco no se distinguen, y debido al vertiginoso crecimiento demográfico de la zona, las mismas se integran en todos los aspectos: económico, educativo, sanitario, etc. Aun así, hacia el este del distrito se toma como límite definido el llamado Arroyo Saltito, un pequeño curso de agua que se encuentra en su mayor parte entubado (dentro de la jurisdicción de Presidente Franco) y cuya salida al aire libre se ubica en cercanías a la Escuela Privada n.º 5446 de Ciudad del Este, siendo tomada esta parte del curso hasta su desembocadura en el Río Paraná como límite natural entre las jurisdicciones.
| Evolución demográfica de Presidente Franco entre 2000 y 2022 |
|                                                              |

### Barrios
Presidente Franco se divide administrativamente en un total de 34 barrios, de los cuales 14 se encuentran en la zona rural y 20 en la zona urbana. Al norte del río Monday se concentra la mayor parte de la población total y urbana que, a su vez, integra el área metropolitana de Ciudad del Este.

Barrios de Presidente Franco.

| Barrios de Presidente Franco | Barrios de Presidente Franco | Barrios de Presidente Franco | Barrios de Presidente Franco |
| N.º                          | Barrio                       | N.º                          | Barrio                       |
| ---------------------------- | ---------------------------- | ---------------------------- | ---------------------------- |
| 1                            | Santa Clara                  | 18                           | San Roque                    |
| 2                            | Sagrado Corazón de Jesús     | 19                           | Santa Rosa                   |
| 3                            | San Miguel                   | 20                           | San Francisco                |
| 4                            | San Lorenzo                  | 21                           | San Isidro                   |
| 5                            | Fátima 1                     | 22                           | Santo Domingo                |
| 6                            | Santo Tomás                  | 23                           | Kilómetro 9 Monday           |
| 7                            | Área 5                       | 24                           | Kilómetro 10 Monday          |
| 8                            | San Sebastián                | 25                           | San Jorge                    |
| 9                            | Centro                       | 26                           | Colonia Alfredo Pla          |
| 10                           | María Auxiliadora            | 27                           | Medio Mundo                  |
| 11                           | San José Obrero              | 28                           | Puerto Flores                |
| 12                           | San Juan                     | 29                           | Península                    |
| 13                           | Villa Baja                   | 30                           | Puerto Barreto               |
| 14                           | Fátima 2                     | 31                           | Joyvy Miri Poty              |
| 15                           | San Antonio                  | 32                           | 8 de diciembre               |
| 16                           | San Rafael                   | 33                           | Puerto Giménez               |
| 17                           | Las Mercedes                 | 34                           | Puerto Bertoni               |

## Cultura

### Educación
En el marco de la educación superior destacan la Escuela Superior de Bellas Artes, unidad académica de la Universidad Nacional del Este (ESBA UNE), localizada en el barrio San José Obrero; la Universidad Privada del Este (UPE), en el barrio Área 5; y la Universidad Centuria, en el barrio San Juan. También se hallan diversos institutos de Educación Escolar Básica (E.E.B.), Educación Media y Educación Superior.

### Cinematografía

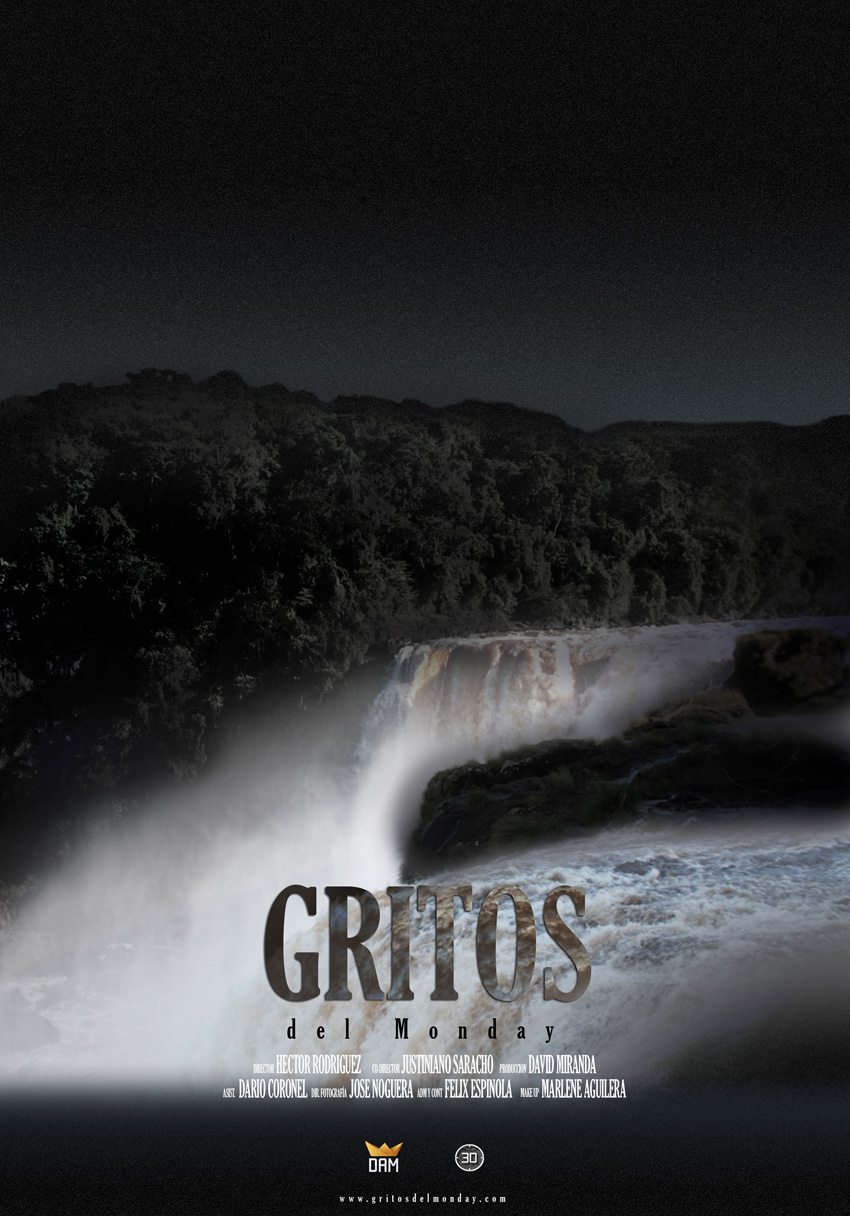
El primer filme de terror paraguayo.

Las Cataratas del Monday fueron escenario de varios grupos musicales, así como en 2013 sitio de grabación de escenas de la película paraguaya de terror «Gritos del Monday». Esta obra fue declarada de interés Municipal por la Ciudad de Presidente Franco.

### Turismo

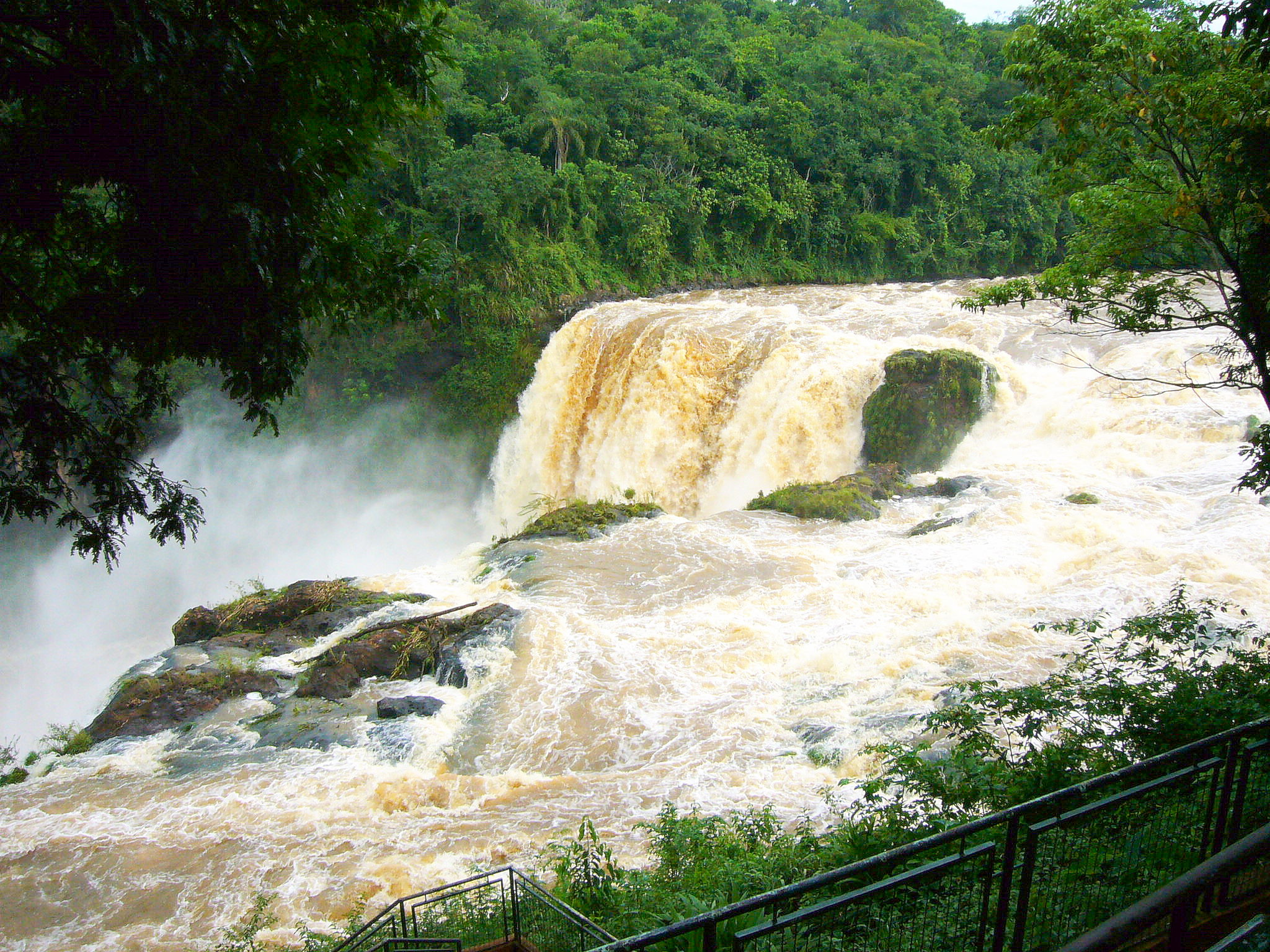
Saltos del Monday.

El río Paraná, uno de los más caudalosos del mundo, ofrece en Ciudad Presidente Franco escenarios de gran belleza. A estas atracciones hídricas se suman varios arroyos y el importante río Monday, que desembocan en el Paraná no sin antes formar con sus aguas bellos y gigantescos saltos que cautivan con su fuerza e imponencia a los visitantes. El Bosque Atlántico Interior, que antiguamente cubría la totalidad del territorio de Alto Paraná se conserva en amplias zonas de protección estatales como el Monumento Científico Moisés Bertoni, que con su rica flora sirven de hábitat natural a los animales silvestres autóctonos de la zona. 
El parque puede servir también para observación de animales, pájaros y para contemplar la naturaleza. En su entorno, en la región, están asentadas cuatro comunidades indígenas. Son 40 familias de la tribu guaraní que comercializan artesanía en el Museo Bertoni. Presidente Franco es una rica zona en cuanto a vegetación y fauna, algunos de los lugares de interés turístico son:
- El Mirador, ubicado en la desembocadura del río Yguazú, es un sitio donde pueden divisarse los hitos fronterizos con los colores de los tres países. Se puede cruzar el río en balsa para llegar a la Argentina.

- El Museo Moisés Bertoni es un monumento dedicado al científico Bertoni donde albergan sus trabajos de investigación sobre la rica flora paraguaya. Este museo restaurado recientemente, cuenta con un área protegida de 199 hectáreas en las que pueden apreciarse los legados del sabio Bertoni en botánica, zoología, meteorología, antropología y otras ciencias. Se encuentra a orillas del río Paraná. En la zona, se resguarda una pequeña área del Bosque Atlántico del río Paraná, con algunas nacientes de agua y saltos de agua. También se realizan ensayos, investigaciones agroforestales experimentales, y se estima que cerca del 60% de las especies vegetales fueron introducidas por Moisés Bertoni. La etnia Mbyá se asienta al norte de la región.

- El Hito de las Tres Fronteras, localizado a 3 km del centro de la ciudad, es un sitio donde se unen los ríos Paraná e Yguazú donde a su vez, convergen tres países: Paraguay, Brasil y Argentina. En marzo se realiza el Festival de la Integración y la Hermandad en las Tres Fronteras.

- Cataratas del Monday: Conforman un notable espectáculo natural que cuenta con una larga historia, ya que fue una de las estaciones del camino prehispánico de los guaraníes. De más de 40 m de altura, similar a las Cataratas de Dettifoss (Islandia), se componen de tres caudalosas caídas principales con otras menores complementares que se precipitan próximas a la desembocadura del Río Monday, uno de los principales afluentes del Río Paraná. Es un espectáculo que con sus espumas blancas y el vapor provocado por el impacto de aguas con las rocas y arbustos que rodean la inmensa depresión del Río Monday, pueden ser vistas desde un sistema de miradores y pasarelas, desde un bien cuidado parque natural. El parque es utilizado por turistas de la región para pícnic, paseos y campamentos. Su naturaleza es propia, con especies de flora y fauna singulares, muy características y representativas de la región boscosa del antiguo Alto Paraná. Los paredones de piedra son ideales para que el turista pueda practicar rápel y alpinismo, rodeado de un agreste follaje, casi virgen a la mano del hombre; se puede realizar caminatas por senderos que cortan el parque y llegan hasta las márgenes del río, poco después de las caídas de agua. Las playas de las cercanías al salto son muy concurridas por los turistas en épocas estivales para aplacar el calor.

## Ciudades hermanadas
- Puerto Iguazú, Argentina
- Acquarossa, Suiza (2019)[7]